# Turon
| System                         | Oddział  | Piętro    | Wiek (mln lat) |
| ------------------------------ | -------- | --------- | -------------- |
| Paleogen                       | Paleocen | Dan       | młodsze        |
| Kreda                          | Górna    | Mastrycht | 66,0–72,1      |
| Kreda                          | Górna    | Kampan    | 72,1–83,6      |
| Kreda                          | Górna    | Santon    | 83,6–86,3      |
| Kreda                          | Górna    | Koniak    | 86,3–89,8      |
| Kreda                          | Górna    | Turon     | 89,8–93,9      |
| Kreda                          | Górna    | Cenoman   | 93,9–100,5     |
| Kreda                          | Dolna    | Alb       | 100,5–113,0    |
| Kreda                          | Dolna    | Apt       | 113,0–125,0    |
| Kreda                          | Dolna    | Barrem    | 125,0–129,4    |
| Kreda                          | Dolna    | Hoteryw   | 129,4–132,9    |
| Kreda                          | Dolna    | Walanżyn  | 132,9–139,8    |
| Kreda                          | Dolna    | Berrias   | 139,8–145,0    |
| Jura                           | Górna    | Tyton     | starsze        |
| Podział według IUGS, luty 2017 |          |           |                |

Turon (ang. Turonian)
- w sensie geochronologicznym: drugi wiek późnej kredy w erze mezozoicznej, trwający około 4,1 milionów lat (od 93,9 do 89,8 ± 0,3 mln lat). Turon jest młodszy od cenomanu a starszy od koniaku.

- w sensie chronostratygraficznym: drugie piętro górnej kredy, wyższe od cenomanu a niższe od koniaku.

Stratotyp dolnej granicy turonu znajduje się w przekopie kolejowym przy zaporze na rzece Arkansas koło Pueblo (Kolorado, USA). Granica oparta jest na pierwszym pojawieniu się amonita Watinoceras devonense Wright et Kennedy, 1981.
Nazwa pochodzi od prowincji Turenia we Francji.